# Matthew Dellavedova
Matthew William Dellavedova (Maryborough, Victoria, 8 de septiembre de 1990) es un jugador de baloncesto australiano que pertenece a la plantilla de los Melbourne United de la NBL Australia. Con 1,93 metros de altura, juega en la posición de base.

## Trayectoria deportiva

### Universidad
Jugó durante cuatro temporadas con los Gaels del Saint Mary's College of California, en las que promedió 14,2 puntos, 3,4 rebotes y 5,6 asistencias por partido. En sus tres últimas temporadas fue incluido en el mejor quinteto de la West Coast Conference, siendo además elegido Jugador del Año en 2012, y galardonado con el Premio Lou Henson en 2013 al jugador más destacado de las universidades consideradas mid-major de la NCAA. Acabó su carrera universitaria como líder histórico de los Gaels en anotación, con 1.933 puntos, asistencias, porcentaje de tiros libres, partidos como titular y partidos disputados.

### Profesional

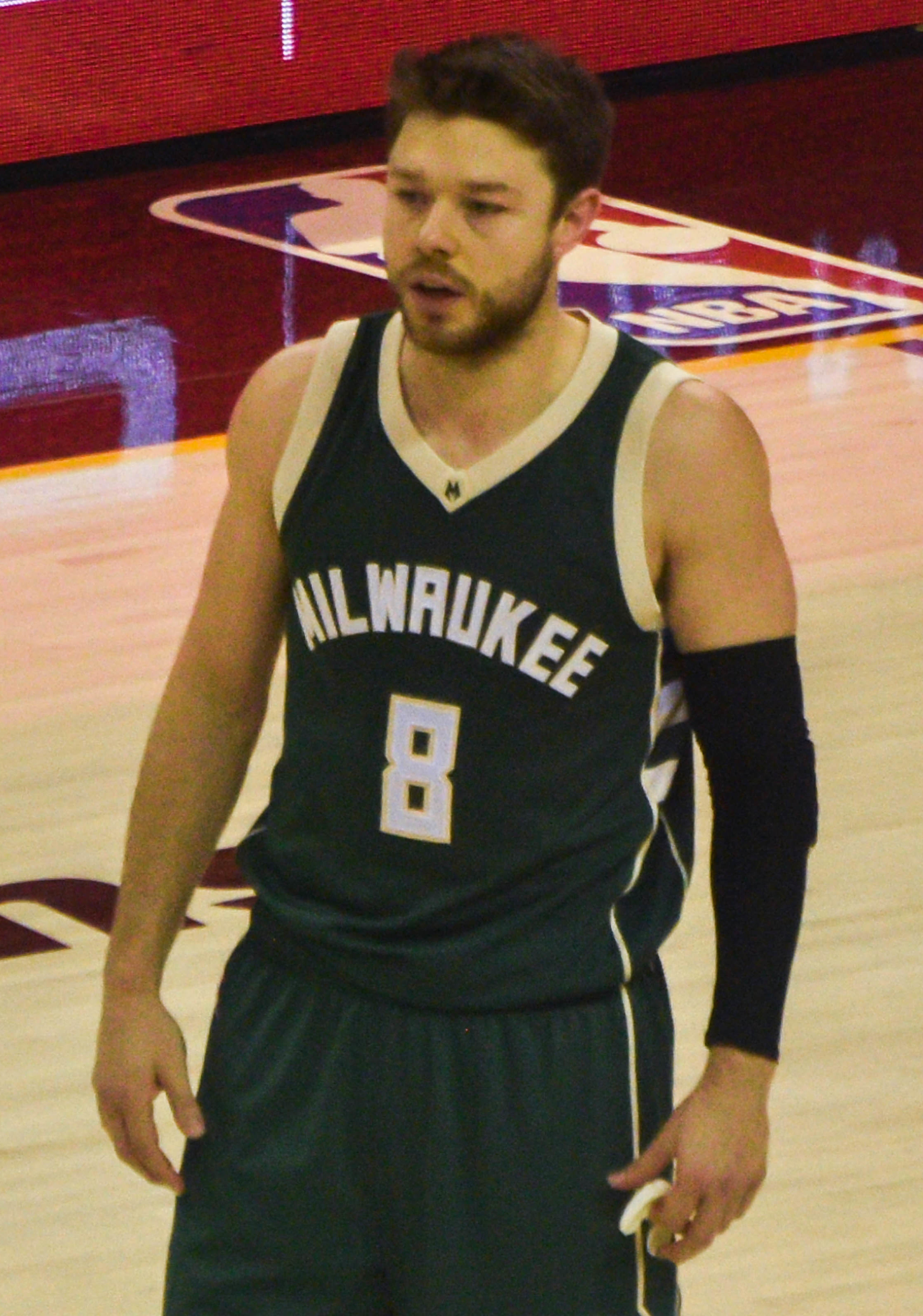
Dellavedova con los Bucks en 2016.

Tras no ser elegido en el Draft de la NBA de 2013, disputó la NBA Summer League con los Cleveland Cavaliers, con los que acabó firmando contrato en el mes de septiembre. En 2015 jugó las finales donde perdieron 4-2, contra los Golden State Warriors, en las que tuvo destacadas actuaciones haciendo una gran labor sobre todo marcando a Stephen Curry. En 2016 jugó de nuevo las finales contra Golden State Warriors y esta vez sería Cleveland Cavaliers quien ganaría el título con un resultado final de 4-3, después de remontar un déficit de 3-1 en la serie y ser el primer equipo en la historia de la NBA en hacerlo.
El 7 de julio de 2016 es traspasado a Milwaukee Bucks a cambio de 4,8 millones de dólares y los derechos sobre Albert Miralles.
Tras dos años y medio en Milwaukee, el 7 de diciembre de 2018 fue traspasado de vuelta a Cleveland Cavaliers en un acuerdo entre tres equipos que involucró a cinco jugadores.
El 9 de julio de 2021 firma con los Melbourne United de la NBL australiana.
El 29 de julio de 2022 fichó por los Sacramento Kings, regresando a la NBA.
El 17 de mayo de 2023 firmó un contrato de dos años con los Melbourne United, regresando al equipo por una segunda temporada.

## Selección nacional
Fue integrante de las selección júnior de Asutralia que disputó el Mundial Sub-19 de 2009, donde quedaron en cuarta posición.
Luego con la absoluta fue plata en el Campeonato FIBA Oceanía de 2009 y oro en Campeonato FIBA Oceanía de 2011 y Campeonato FIBA Oceanía de 2013.
Un habitual en la selección, también fue integrate de los equipos australianos que disputaron los JJOO de Londres 2012, el Mundial de 2014 en España, los JJOO de Río 2016, y el Mundial de 2019 en China.
En verano de 2021, fue parte de la selección absoluta australiana que participó en los Juegos Olímpicos de Tokio 2020, que ganó la medalla de bronce.
Entre julio y agosto de 2024 fue parte de la selección absoluta de Australia, que disputó los Juegos Olímpicos de París, finalizando en sexta posición.

## Estadísticas de su carrera en la NBA
|  | Denota temporadas en las que ganó un Campeonato de la NBA |

### Temporada regular
| Año     | Equipo     | PJ  | PT | MPP  | %TC  | %3P  | %TL   | RPP | APP | ROB | TPP | PPP |
| ------- | ---------- | --- | -- | ---- | ---- | ---- | ----- | --- | --- | --- | --- | --- |
| 2013-14 | Cleveland  | 72  | 4  | 17.7 | .412 | .368 | .792  | 1.7 | 2.6 | .5  | .1  | 4.7 |
| 2014-15 | Cleveland  | 67  | 13 | 20.6 | .362 | .407 | .763  | 1.9 | 3.0 | .4  | .0  | 4.8 |
| 2015-16 | Cleveland  | 76  | 14 | 24.6 | .405 | .410 | .864  | 2.1 | 4.4 | .6  | .1  | 7.5 |
| 2016-17 | Milwaukee  | 76  | 54 | 26.1 | .390 | .366 | .854  | 2.0 | 4.7 | .7  | .0  | 7.6 |
| 2017-18 | Milwaukee  | 38  | 3  | 18.7 | .362 | .372 | .926  | 1.7 | 3.8 | .4  | .0  | 4.3 |
| 2018-19 | Milwaukee  | 12  | 0  | 8.1  | .316 | .364 | 1.000 | .8  | 2.4 | .2  | .0  | 1.7 |
| 2018-19 | Cleveland  | 36  | 0  | 19.9 | .413 | .336 | .792  | 1.9 | 4.2 | .3  | .1  | 7.3 |
| 2019-20 | Cleveland  | 57  | 4  | 14.4 | .354 | .231 | .865  | 1.3 | 3.2 | .4  | .0  | 3.1 |
| 2020-21 | Cleveland  | 13  | 1  | 17.2 | .250 | .160 | 1.000 | 1.8 | 4.5 | .3  | .1  | 2.8 |
| 2022-23 | Sacramento | 32  | 0  | 6.7  | .340 | .333 | .571  | .4  | 1.3 | .2  | .0  | 1.5 |
| Total   | Total      | 479 | 93 | 19.4 | .385 | .363 | .835  | 1.7 | 3.5 | .4  | .0  | 5.2 |

### Playoffs
| Año   | Equipo    | PJ | PT | MPP  | %TC  | %3P  | %TL   | RPP | APP | ROB | TPP | PPP |
| ----- | --------- | -- | -- | ---- | ---- | ---- | ----- | --- | --- | --- | --- | --- |
| 2015  | Cleveland | 20 | 7  | 24.9 | .346 | .316 | .781  | 2.1 | 2.7 | .5  | .0  | 7.2 |
| 2016  | Cleveland | 20 | 0  | 12.1 | .351 | .258 | .750  | .8  | 2.8 | .1  | .1  | 3.9 |
| 2017  | Milwaukee | 6  | 0  | 26.4 | .390 | .375 | .800  | 2.0 | 2.0 | .2  | .0  | 7.7 |
| 2018  | Milwaukee | 6  | 0  | 13.0 | .333 | .222 | 1.000 | .8  | 2.7 | .3  | .0  | 2.0 |
| Total | Total     | 52 | 7  | 18.8 | .354 | .303 | .779  | 1.4 | 2.6 | .3  | .0  | 5.4 |